# Méroujan Barsamian
Méroujan Barsamian (arménien : Մերուժան Պարսամեան), né le 8 octobre 1883 à Agn (Empire ottoman) et mort le 16 octobre 1944 à Paris, est un poète et romancier arménien, fondateur des Cahiers de France.

## Biographie
Méroujan Barsamian est né le 8 octobre 1883 à Agn dans l'Empire ottoman.
Il est éditeur de la revue Chanth (Շանթ, « Éclair »).
Arrivé en France en 1922, il est naturalisé en 1933. Il y fonde avec son frère Meguerditch Barsamian la revue Guiank yev Arvesd et les éditions Chanth (Շանթ).
Il meurt le 16 octobre 1944 dans le 9e arrondissement de Paris.

## Publications

### En arménien
- (hy) Անրջանք [« Rêverie »], Constantinople, Impr. Nshan Babiguian,‎ 1904, 79 p. (lire en ligne )
- (hy) Պատրանքի ծաղիկներ [« Fleurs d'illusion »], Constantinople, Impr. Zareh Berberian,‎ 1907, 74 p. (lire en ligne )
- (hy) Եփրատին զոհերը [« Les victimes de l'Euphrate »], Constantinople, Impr. R. Sakaian,‎ 1908, 18 p. (lire en ligne )
- (hy) Քրիզանթէմ [« Chrysanthème »], Constantinople, Impr. H. Assadourian,‎ 1908, 96 p. (BNF 42029805, lire en ligne )
- (hy) Ապտիւլ Համիտ Բ [« Abdülhamid II »], Constantinople, Impr. Chanth,‎ 1909, 29 p. (lire en ligne )
- (hy) Հսկումը [« La surveillance »], Constantinople, Impr. Chanth,‎ 1910, 16 p. (lire en ligne )
- (hy) Բանաստեղծին սիրտը [« Le cœur du poète »], Constantinople, Impr. Onnig Parseghian et fils,‎ 1910, 136 p. (BNF 43523044, lire en ligne )
- (hy) Մարմներգութիւն, Paris,‎ 1919, 20 p. (BNF 41448865, lire en ligne )

### En français
- Elle et moi  (trad. Serge d'Herminy, préf. Gabrielle Réval), Paris, Eugène Filière éditeur, 1922, 151 p. (BNF 31767574)
- L'homme et la femme  (préf. Fernand Gregh), Paris, Fast, 1925, 31 p. (BNF 31767577)
- Le Feu assouvi, Paris, Impr. Le Croquis / Eugène Filière éditeur, 1928, 64 p. (BNF 31767575)
- Les poètes dans l'arche de Noé  (ill. Vaé) (Anthologie), Paris, Chanth. Arts et Lettres / Impr. de Navarre, 1933, 94 p. (BNF 33541793, lire en ligne sur Gallica )
- Filles, Paris, Impr. de Navarre / Chanth, 1937, 210 p. (BNF 35468639)
- Pierreries, Paris, Impr. du Globe / Chanth, 1939, 47 p. (BNF 32443277)